# 12619 Anubelshunu
12619 Anubelshunu è un asteroide della fascia principale. Scoperto nel 1960, presenta un'orbita caratterizzata da un semiasse maggiore pari a 2,4561707 UA e da un'eccentricità di 0,0743196, inclinata di 5,54629° rispetto all'eclittica.